# Sagrada Família (metrostation)
Sagrada Família is een metrostation in de wijk Eixample in het centrum van de Spaanse stad Barcelona. Het station is onderdeel van de Metro van Barcelona en wordt gebruikt voor de lijnen 2 en 5.
Het is gelegen in zone 1; de halte aan lijn 5 onder Carrer de Provença en die van lijn 2 onder Carrer de Marina. Het station ligt aan de voet van het bouwwerk Sagrada Família, een werk van de kunstenaar Antoni Gaudí.
Het is geopend in 1970 voor lijn 5, die toen werd uitgebreid van Diagonal tot Sagrera. Tussen de straat en het station ligt een tussenverdieping. Aan beide uiteinden zit op die verdieping een toegangshal, tussen beide toegangshallen zitten meerdere kantoren van TMB. In 1995 werd ook het station van lijn 2 geopend, waarvan het tot 1997 het eindstation was. Deze lijn werd toen doorgetrokken naar La Pau.

## Omgeving
In de omgeving van dit station zijn de volgende bezienswaardigheden en plekken te vinden:
- Sagrada Família, een basiliek in aanbouw, ontworpen door Antoni Gaudí
- Avinguda Gaudí